# Décès en 1938
Décès
- 1934
- 1935
- 1936
- 1937
- 1938
- 1939
- 1940
- 1941
- 1942

Cet article présente une liste de personnalités mortes au cours de l'année 1938.

Les mois de l'année font également l'objet de listes spécifiques :

## Décès par mois

### Inconnu
- Annette Abrard, peintre française (° 12 août 1860).
- Albert Aublet, peintre français (° 18 janvier 1851).
- Adolfo Belimbau, peintre italien (° 1845).
- Salih Budka, patriote, homme politique et poète nationaliste albanais (° 1852).
- Carlos-Lefebvre, peintre paysagiste français (° 30 avril 1853).
- Vittorio Cavalleri, peintre italien (° 16 février 1860).
- Victor-Jean Daynes, peintre français (° 21 décembre 1854).
- Marie Desliens, peintre française (° 1856).
- Émile Godchaux, peintre français (° 1860).

- Après 1938 :
  - Federigo Pedulli, peintre italien (° 15 février 1860).

### Janvier
- 8 janvier : Christian Rohlfs, peintre allemand (° 22 novembre 1849).
- 12 janvier : Eugène Lomont, peintre français (° 25 septembre 1864).
- 14 janvier : Giacomo Grosso, peintre italien (° 23 mai 1860).
- 18 janvier :
  - Alexandre Georges, organiste et compositeur français (° 25 février 1850).
  - Allan Österlind, peintre suédois (° 2 novembre 1855).
- 19 janvier : Émile Bastien-Lepage, peintre français (° 20 janvier 1854).
- 20 janvier :
  - Vladimir Hagenmeister, peintre, graphiste, illustrateur, enseignant, historien de l'art et éditeur russe puis soviétique (° 30 juin 1887).
  - Lucy Wortham James, philanthrope américaine (° 13 septembre 1880).
- 21 janvier : Georges Méliès, réalisateur français (° 8 décembre 1861).
- 23 janvier : Vatslaw Lastowski, homme politique, historien et écrivain russe puis soviétique (° 8 novembre 1883).
- 24 janvier : Jules Grün, peintre, illustrateur et affichiste français (° 26 mai 1868).
- 25 janvier :
  - Jules Girardet, peintre et illustrateur français d'origine suisse (° 10 avril 1856).
  - David Riazanov, marxiste et marxologue russe puis soviétique (° 10 mars 1870).
- 26 janvier :
  - Matthew Betz, acteur américain (° 13 septembre 1881).
  - Eugène-Jules Eudes, aquarelliste français (° 11 mai 1856).
- 27 janvier : Hans Pöögelmann, juriste, traducteur et homme politique estonien (° 30 décembre 1875).

### Février
- 2 février : Félix Fournery peintre, illustrateur de mode et commentateur mondain français (° 13 mai 1865).
- 4 février : Raymond Sabouraud, médecin, peintre et sculpteur français (° 24 novembre 1864).
- 5 février :
  - Ernest Clair-Guyot, peintre, illustrateur, lithographe et photographe français (° 30 juin 1856).
  - Sergueï Vinogradov, peintre russe puis soviétique (° 13 juillet 1869).
- 6 février : Marianne von Werefkin, peintre russo-suisse (° 11 septembre 1860).
- 10 février :
  - Vladimir Antonov-Ovseïenko, dirigeant bolchevique et diplomate soviétique d'origine ukrainienne (° 9 mars 1883).
  - Alexandre Beloborodov, homme politique russe puis soviétique (° 26 octobre 1891).
  - Jean-Émile Buland, peintre, graveur, lithographe et illustrateur français (° 25 octobre 1857).
- 11 février :
  - Charles Moravia, poète, auteur dramatique, enseignant et diplomate haïtien (° 17 juin 1875).
  - Kazimierz Twardowski, philosophe polonais (° 20 octobre 1866).
- 12 février : Rafael Calleja Gómez, compositeur espagnol de zarzuelas (° 21 octobre 1870).
- 17 février : Félix Carme, peintre français (° 20 janvier 1863).
- 18 février : Édouard Anseele, homme politique belge (° 26 juillet 1856).
- 21 février : Albert Huybrechts, musicien et compositeur belge (° 12 février 1899).
- 22 février : Miguel Llobet, compositeur et guitariste espagnol (° 18 octobre 1878).
- 25 février : Julie Reisserová, poète, chef d'orchestre, compositrice et critique musicale tchèque (° 9 octobre 1888).
- 26 février :
  - Aleksandrs Drēviņš, peintre russe puis soviétique (° 15 juillet 1889).
  - Gustav Klucis, peintre russe puis soviétique (° 4 janvier 1895).
- 28 février : Ettore De Maria Bergler, peintre italien (° 25 décembre 1850).

### Mars
- 3 mars : Charles Spindler, peintre, illustrateur, ébéniste, écrivain et photographe français (° 11 mars 1865).
- 4 mars : Thamine Tadama-Groeneveld, peintre néerlandaise (° 15 octobre 1871).
- 12 mars :
  - Albert Desenfans, sculpteur belge (° 24 janvier 1845).
  - Alphonse Stengelin, peintre, graveur aquafortiste et lithographe français (° 26 septembre 1852).
- 14 mars : Tobeen, de son vrai nom Félix Bonnet, peintre français (° 20 juillet 1880).
- 15 mars :
  - Guenrikh Iagoda, révolutionnaire bolchevique russe puis soviétique (° 7 novembre 1891).
  - Nikolaï Krestinski, homme politique russe puis soviétique (° 13 octobre 1883).
  - Alexeï Rykov, militant bolchevik et homme politique russe puis soviétique (° 25 février 1881).
  - Nikolaï Boukharine, intellectuel, bolchevik et homme politique russe puis soviétique (9 octobre 1888).
- 16 mars :
  - Emil Fey, militaire et homme politique autrichien (° 23 mars 1886).
  - Vincenzo Migliaro, peintre et graveur italien (° 8 octobre 1858).
- 21 mars : Oscar Apfel, acteur, réalisateur, scénariste et producteur américain (° 17 janvier 1878).
- 22 mars :
  - Edgard Farasyn, peintre belge (° 14 août 1858).
  - Hermann Schubert, homme politique allemand (° 26 janvier 1886).
- 23 mars : Thomas Walter Scott, premier ministre de la Saskatchewan (° 27 octobre 1867).
- 26 mars : Edward Mandell House, diplomate et homme politique américain (° 26 juillet 1858).
- 27 mars : Romolo Bacchini, peintre, musicien, poète et réalisateur, pionnier du cinéma italien (° 11 avril 1872).
- 30 mars : Adolphe Albert, peintre, graveur et militaire français (° 28 juin 1853).

### Avril
- 5 avril : Hugo Naude, peintre britannique puis sud-africain (° 23 juillet 1868)
- 7 avril : Suzanne Valadon, modèle et peintre française (° 23 septembre 1865).
- 12 avril :
  - Fédor Chaliapine, artiste lyrique russe (° 13 février 1873).
  - Achille Germain, coureur cycliste français (° 5 mai 1884).
- 13 avril :
  - Grey Owl, conservationniste canadien (° 18 septembre 1888).
  - Alphonse Roubichou, peintre impressionniste français (° 30 octobre 1861).
- 15 avril :
  - César Vallejo, poète péruvien (° 16 mars 1892).
  - Jan Vilímek, peintre et illustrateur austro-hongrois puis tchécoslovaque (° 1er janvier 1860).
- 21 avril : Sultan Majid Afandiyev, Homme d'État et révolutionnaire azéri, à l'époque Union des républiques socialistes soviétiques (° 26 mai 1887).
- 24 avril : John Wycliffe Lowes Forster, artiste canadien (° 31 décembre 1850).
- 26 avril : Edmund Husserl, philosophe, logicien et mathématicien allemand (° 8 avril 1859).

### Mai
- 1er mai : Giuseppe Boano, peintre, graveur, affichiste et illustrateur italien (° 20 novembre 1872).
- 2 mai : René Pinard, peintre et graveur français (° 8 mars 1883).
- 4 mai : Jigorō Kanō, fondateur du judo (° 28 octobre 1860).
- 5 mai : Étienne Mein, peintre et graveur français (° 27 novembre 1865).
- 6 mai : Victor Cavendish, gouverneur général du Canada (° 31 mai 1868).
- 7 mai : Bernard Saint-Jours, douanier, historien et géographe français.
- 9 mai : Antonio Fuentes, matador espagnol (° 15 mars 1869).
- 12 mai : Alexandre Iacovleff, peintre russe naturalisé français (° 25 juin 1887).
- 13 mai : Paul Pauley, acteur français (° 18 février 1886).
- 18 mai : Iakov Mintchenkov, peintre russe puis soviétique (° 13 avril 1871).
- 28 mai : Fernand Mourret, prêtre, historien et écrivain français (° 3 décembre 1854).
- 30 mai :
  - René Leverd, aquarelliste , affichiste et illustrateur français (° 5 février 1872).
  - Soetomo, médecin et homme politique indonésien (° 30 juillet 1888).
- 31 mai : Hale Asaf, peintre turque (° 1905).

### Juin
- 2 juin : Louis Morin, caricaturiste, illustrateur et peintre français (° 5 août 1855).
- 4 juin : Émile Dezaunay, peintre et graveur français (° 25 février 1854).
- 5 juin : Henry Marks, homme d'affaires, homme politique et philanthrope fidjien (° 1861).
- 7 juin : Victor Dupré, coureur cycliste français (° 11 mars 1884).
- 12 juin : Lajos Tihanyi, peintre hongrois (° 19 octobre 1885).
- 15 juin : Ernst Kirchner, peintre allemand (° 6 mai 1880).
- 19 juin : Roger Grillon, peintre, illustrateur et graveur sur bois français (° 28 septembre 1881).

### Juillet
- 1er juillet : Norberto Piñero, avocat, juriste, économiste et homme politique argentin (° 6 janvier 1858).
- 4 juillet :
  - Otto Bauer, homme politique autrichien (° 5 septembre 1881).
  - Suzanne Lenglen, championne de tennis française (° 24 mai 1899).
- 7 juillet : Webster Cullison, réalisateur et acteur américain (° 18 février 1880).
- 11 juillet :
  - Silvino Elvídio Carneiro da Cunha, homme politique, professeur d’université, historien, écrivain et journaliste brésilien (° 1860).
  - Georges-Antoine Rochegrosse, peintre, décorateur, illustrateur et graveur français (° 2 août 1859).
- 17 juillet : Victor Pierre Ménard, peintre français (° 8 février 1857).
- 19 juillet : Harvey Clark, acteur américain (° 4 octobre 1885).
- 22 juillet : Georges Joseph Rasetti, peintre, céramiste et graveur français (° 15 janvier 1851).
- 24 juillet : Pedro Figari, peintre, écrivain et homme politique uruguayen (° 29 juin 1861).
- 25 juillet : Francis Longworth Haszard, premier ministre de l'Île-du-Prince-Édouard (° 20 novembre 1849).
- 27 juillet : Gustave Riquet, peintre français (° 26 juin 1866).
- 29 juillet : Boris Choumiatski, homme politique russe puis soviétique (° 4 novembre 1886).

### Août
- 1er août : Iakov Agranov, homme politique russe puis soviétique (° 12 octobre 1893).
- 4 août : Léon Danchin, sculpteur, peintre animalier et graveur français (° 21 juin 1887).
- 6 août : John G. Blystone, scénariste, acteur, réalisateur et producteur américain (° 2 décembre 1892).
- 8 août : Charles Dufresne, peintre, graveur, sculpteur et décorateur français (° 23 novembre 1876).
- 14 août : Landon Ronald, chef d'orchestre anglais, compositeur, pianiste, professeur de chant et administrateur (° 7 juin 1873).
- 26 août : Théodor Axentowicz, peintre et professeur d'université polonais d'origine arménienne (° 13 mai 1859).
- 27 août : Penijamini Veli, chef autochtone fidjien (° 1874).
- 29 août :
  - Cesare Facciani, coureur cycliste italien (° 21 juillet 1905).
  - Boris Kamkov, homme politique russe puis soviétique (° 3 juin 1885).
  - Béla Kun, homme politique hongrois (° 20 février 1886).
- 31 août : Manolo Bienvenida, matador espagnol (° 23 novembre 1912).

### Septembre
- 1er septembre : Nikolaï Ossinski, homme politique et économiste russe puis soviétique (° 25 février 1887).
- 4 septembre :
  - Miklós Büttner, juriste et haut-fonctionnaire hongrois (° 22 septembre 1874).
  - Ladislas de Rohozinski, compositeur français d'origine polonaise (° 1886).
- 16 septembre : Herman Baltia, officier supérieur belge (° 1er septembre 1863).
- 24 septembre : Eugène Delâtre, peintre français (° 10 décembre 1864).
- 25 septembre : Lev Zadov, activiste politique ukrainien (° 11 avril 1893).

### Octobre
- 5 octobre : Chieko Takamura, poétesse japonaise (° 20 mai 1886).
- 6 octobre : Noël Dorville, peintre, caricaturiste et affichiste français (° 12 mai 1874).
- 10 octobre : Bahire Bediş Morova Aydilek, femme politique et peintre turque (° 1897).
- 16 octobre : Louis Carbonnel, peintre français (° 1er mars 1858).
- 22 octobre : Sir Robert Mond, chimiste, industriel et archéologue britannique (° 9 septembre 1867).
- 23 octobre : Alphonse Baugé, coureur cycliste français (° 2 août 1873).
- 24 octobre : Ernst Barlach, sculpteur allemand (° 2 janvier 1870).
- 30 octobre :
  - Esteban Cifuentes, footballeur espagnol (° 1914).
  - Raoul de Mathan, peintre français (° 11 mars 1874).
- 31 octobre :
  - Henri Royer, peintre français (° 22 janvier 1869).
  - Robert Woolsey, acteur américain (° 14 août 1888).

### Novembre
- 10 novembre :
  - Mustafa Kemal Atatürk, homme d'État turc, fondateur et premier président de la république de Turquie (° 19 mai 1881).
  - Ernst Boehe, compositeur et chef d'orchestre allemand (° 27 décembre 1880).
- 17 novembre : Ante Trumbić, homme politique croate (° 17 mai 1864).
- 21 novembre : Leopold Godowsky pianiste polonais naturalisé américain (° 13 février 1870).
- 23 novembre : Erik Werenskiold, peintre et dessinateur norvégien (° 11 février 1855).
- 26 novembre :
  - Orneore Metelli, peintre italien (° 2 juin 1872).
  - Henri Villain, peintre français (° 20 juin 1878).
- 28 novembre : John William Fordham Johnson, banquier, homme d'affaires et homme politique canadien (° 28 novembre 1866).
- 29 novembre : Angelo Fortunato Formiggini, philosophe et éditeur italien (° 21 juin 1878).

### Décembre
- 10 décembre : Gabriel Van El, historien local, écrivain, folkloriste, artiste et collectionneur français (° 20 novembre 1850).
- 12 décembre :
  - James McNeill, homme politique et diplomate irlandais (° 27 mars 1869).
  - Maurice Ray, peintre et illustrateur français (° 27 janvier 1863).
- 14 décembre : Maurice Emmanuel, compositeur et musicologue français (° 2 mai 1862).
- 15 décembre : Valeri Tchkalov, aviateur soviétique (° 2 février 1904).
- 17 décembre : Ogawa Mokichi, peintre japonais (° 11 mars 1868).
- 24 décembre : Lev Skrbenský z Hříště, cardinal tchèque (° 12 juin 1863).
- 25 décembre : Richard Cummings, acteur américain (° 20 août 1858).
- 26 décembre : Pierre-Ernest Boivin, homme d'affaires et politicien provenant du Québec (° 24 juin 1872).
- 27 décembre :
  - Eugène Chaperon, peintre et illustrateur français (° 7 février 1857).
  - André Sinet, peintre, dessinateur, illustrateur, lithographe, affichiste, portraitiste et pastelliste français (° 19 février 1867).
  - Émile Vandervelde, homme politique belge (° 25 janvier 1866).
- 28 décembre : Florence Lawrence, actrice canadienne (° 2 janvier 1886).
- 30 décembre : Gueorgui Oppokov, homme politique russe puis soviétique (° 24 janvier 1888).
- 31 décembre : Richard Roland Holst, peintre et graphiste néerlandais (° 4 décembre 1868).